# Tsukasa Yoshida
Tsukasa Yoshida (芳田 司, Yoshida Tsukasa; Kyoto, 5 de outubro de 1995) é uma judoca japonesa, medalhista olímpica.

## Carreira
Yoshida esteve nos Jogos Olímpicos de Verão de 2020 em Tóquio, onde participou do confronto de peso leve, conquistando a medalha de bronze após derrotar a georgiana Eteri Liparteliani. Além disso, compôs o grupo japonês detentor da medalha de prata na disputa por equipes.